# Mavroudis Bougaidis
Mavroudis Bougaidis (Salônica, 1 de junho de 1983) é um futebolista profissional grego, defensor, milita no Panthrakikos F.C..

## Títulos

### Prêmios individuais
- Equipe do torneio do Campeonato Europeu Sub-19 de 2012[1]